# Podmornice razreda Ščuka-B
Razred Ščuka-B (rusko Проект 971 Щука-Б, Projekt 971 Ščuka-B – evropska ščuka) je razred petnajstih jurišnih jedrskih podmornic Sovjetske in Ruske vojne mornarice. Včasih se za razred uporablja tudi oznaka (Ak) Bars (snežni leopard).

## Zgodovina
Razred je bil konstruiran v konstruktorskem biroju Malahit. Prva podmornica je bila predana v uporabo Sovjetski vojni mornarici leta 1984. Obstajajo štiri podkategorije razreda Ščuka-B, prvih sedem Ščuk-B, ki so bile zgrajene med letoma 1984 in 1990, šest Ščuk-B z izboljšano prikritostjo med letoma 1991 in 2009, ena izboljšana Ščuka-B iz leta 1995 in ena modernizirana Ščuka-B iz leta 2001. Rusi formalno označujejo vse podmornice kot Ščuka-B. Eno podmornico je med letoma 2012 in 2021 uporabljala tudi Indijska vojna mornarica.
Podmornice razreda Ščuka-B imajo dvojni trup, zunanji "lahki" in notranji "tlačni" trup. Ta način ima določene prednosti (odpornost proti torpedom) pa tudi slabosti, npr. večji vodni upor, zato je potreben močnejši motor. 
Posebnost ruskih podmornic je kapljičasta struktura na vrhu smernega krmila na repu podmornice, v kateri je nameščen vlečni sonar. Ščuke-B (razen Leoparda) imajo tudi sistem hidrodinamični senzorjev SOKS (rusko Система обнаружения кильватерного следа, Sistema obnazuzheniya kilvaternogo sleda, Sistem za odkrivanje sledi izpustov), ki odkriva spremembe v temperaturi in slanosti vode. Vse Ščuke-B imajo tudi vrata v obliki črke T na  spodnjem delu krme. Tam so nameščeni električni propulzorji OK-300, ki lahko poganjajo podmornico do hitrosti 5 vozlov (9,3 km/h).
Vse Ščuke-B imajo štiri 533 mm torpedne cevi za torpede 53-65 ali izstrelke RPK-2 Vijuga. Poleg tega imajo štiri 650 mm torpedne cevi za torpede 65-73 ali izstrelke RPK-6 Vodopad. Ščuke-B z izboljšano prikritostjo in izboljšane Ščuke-B imajo dodatne zunanje 533 mm cevi, ki lahko izstrelijo 6 akustičnih vab. Iz 650 mm cevi je možno izstreljevati tudi 533 mm torpede. Iz torpednih cevi je možno polagati tudi morske mine.

## Enote
| Ime     | Projekt | Ladjedelnica      | Gredelj položen    | Splavljena         | Predana           | Flota              | Stanje |
| ------- | ------- | ----------------- | ------------------ | ------------------ | ----------------- | ------------------ | --- |
| Akula   | 971     | Ladjedelnica Amur | 11. november 1983  | 27. junij 1984     | 30. december 1984 | Tihooceanska flota | Upokojena 2001                                                                                                |
| Ak Bars | 971     | Sevmaš            | 22. februar 1985   | 16. april 1988     | 29. december 1988 | Severna flota      | Upokojena 2002, razrez začet 2010, del trupa uporabljen pri gradnji podmornice razreda Borej Vladimir Monomah |
| Barnaul | 971     | Ladjedelnica Amur | 9. maj 1985        | 28. maj 1986       | 30. december 1987 | Tihooceanska flota | Upokojena 2011                                                                                                |
| Kašalot | 971     | Ladjedelnica Amur | 5. september 1986  | 18. julij 1987     | 30. december 1988 | Tihooceanska flota | Upokojena 9. oktobra 2019                                                                                     |
| Pantera | 971     | Sevmaš            | 6. november 1986   | 21. maj 1990       | 27. december 1990 | Severna flota      | V rezervi |
| Volk    | 971     | Sevmaš            | 14. november 1987  | 11. junij 1991     | 29. december 1991 | Severna flota      | Na modernizaciji 2015–2028                                                                                    |
| Bratsk  | 971     | Ladjedelnica Amur | 23. februar 1988   | 14. april 1989     | 29. december 1989 | Tihooceanska flota | Na modernizaciji 2020–2026 pred posojo Indiji                                                                 |
| Leopard | 971     | Sevmaš            | 26. oktober 1988   | 28. junij 1992     | 30. december 1992 | Severna flota      | Na modernizaciji 2015–2024                                                                                    |
| Tigr    | 971     | Sevmaš            | 10. september 1989 | 26. junij 1993     | 29. december 1993 | Severna flota      | Na remontu 2020–2024                                                                                          |
| Narval  | 971     | Ladjedelnica Amur | 28. december 1989  | 23. junij 1990     | 23. december 1990 | Tihooceanska flota | Vzdevek Magadan, na remontu 2015–2024                                                                         |
| Vepr    | 971U    | Sevmaš            | 13. julij 1990     | 10. december 1994  | 25. november 1995 | Severna flota      | Aktivna, modernizirana 2015–2020                                                                              |
|         | 971M    | Ladjedelnica Amur | 1990               |                    |                   |                    | Nedokončana                                                                                                   |
| Kuzbass | 971     | Ladjedelnica Amur | 28. julij 1991     | 18. maj 1992       | 31. december 1992 | Tihooceanska flota | Aktivna, modernizirana 2010–2015                                                                              |
| Gepard  | 971M    | Sevmaš            | 23. september 1991 | 17. september 1999 | 5. december 2001  | Severna flota      | Aktivna, modernizirana 2015                                                                                   |
|         | 971M    | Ladjedelnica Amur | 1991               |                    |                   |                    | Nedokončana                                                                                                   |
| Kuguar  | 971U    | Sevmaš            | 18. avgust 1992    |                    |                   |                    | Nedokončana, del trupa uporabljen del trupa uporabljen pri gradnji podmornice razreda Borej Jurij Dolgoruki   |
| Ris     | 971U    | Sevmaš            | 31. avgust 1993    |                    |                   |                    | Nedokončana, del trupa uporabljen pri gradnji podmornice razreda Borej Aleksandr Nevski                       |
| Samara  | 971     | Ladjedelnica Amur | 7. november 1993   | 5. avgust 1994     | 17. julij 1995    | Tihooceanska flota | Na modernizaciji 2020–2024                                                                                    |
| Nerpa   | 971I    | Ladjedelnica Amur | 1993               | 26. julij 2006     | 28. december 2009 |                    | Vrnjena po posojilu Indiji 2012–2021                                                                          |
| Iribis  | 971I    | Ladjedelnica Amur | 1994               |                    |                   |                    | Gradnja ustavljena pri 42 % leta 1996                                                                         |